# 1988 у кіно

## Список фільмів за касовими зборами у США у 1988 році
Десятка найкасовіших фільмів у США 1988 року мала такий вигляд:
| №   | Назва                         | Студія           | Квсові збори |
| --- | ----------------------------- | ---------------- | ------------ |
| 1.  | Людина дощу                   | United Artists   | $172,825,435 |
| 2.  | Хто підставив кролика Роджера | Disney           | $156,452,370 |
| 3.  | Поїздка до Америки            | Paramount        | $128,152,301 |
| 4.  | Великий                       | 20th Century Fox | $114,968,774 |
| 5.  | Близнюки                      | Universal        | $111,938,388 |
| 6.  | Крокодил Данді 2              | Paramount        | $109,306,210 |
| 7.  | Міцний горішок                | 20th Century Fox | $83,008,852  |
| 8.  | Голий пістолет                | Paramount        | $78,756,177  |
| 9.  | Коктейль                      | Disney           | $78,222,753  |
| 10. | Бітлджус                      | Warner Bros.     | $73,707,461  |

## Події
Цього року була започаткована серія фільмів Міцний горішок.

## Фільми
- Аріель
- Бітлджус
- Блакитна безодня
- Близнюки
- Вони живуть
- Голий пістолет
- Гомункулус
- День янгола
- Ділова дівчина
- Дінара
- Дракон назавжди
- Дуже нудна історія
- Жінки на межі нервового зриву
- Залізний орел 2
- Злиття двох місяців
- Інша жінка
- Людина дощу
- Міссісіпі у вогні
- Міцний горішок
- Нестерпна легкість буття
- Новий кінотеатр «Парадізо»
- Поліцейська історія 2
- Президіо
- Рембо ІІІ
- Рибка на ім'я Ванда
- Улюбленець долі
- Фантоцці йде на пенсію
- Час циган
- Червона спека

## Нагороди
Оскар
- Найкращий фільм року — Останній імператор режисера Бернардо Бертолуччі

Книга рекордів Гіннесса
- фільм «Вечеря на одного» удостоєний запису як «телевізійна передача, яка повторювалася найбільшу кількість разів»[2]

## Персоналії

### Народилися
- 27 березня  — Бренда Сонг, американська акторка.
- 10 квітня  — Гейлі Джоел Осмент, американський актор.
- 7 червня  — Майкл Сера, канадський актор.
- 1 серпня — Ана Жирардо, французька акторка.
- 24 серпня — Руперт Грінт, англійський актор.
- 17 вересня — Ріту Арʼя, англійська акторка.
- 3 жовтня  — Алісія Вікандер, шведська акторка.
- 2 листопада — Анупам Тріпаті, південнокорейський актор індійського походження.
- 6 листопада — Емма Стоун, американська акторка.
- 22 листопада  — Джеймі Кемпбелл Бовер, англійський актор.
- 14 грудня  — Ванесса Гадженс, американська акторка.

### Померли
- 3 січня — Мурзаєва Ірина Всеволодівна, радянська російська акторка.
- 7 січня:
  - Тревор Говард, британський актор театру і кіно.
  - Мішель Оклер, французький актор сербського походження (нар. 1922).
- 5 лютого — Емерик Прессбургер, британський кіносценарист, кінорежисер і кінопродюсер угорського походження (нар. 1902).
- 14 лютого — Кохно Леонтій Ілліч, радянський український кінооператор.
- 16 лютого — Обухова Варвара Олександрівна, російська радянська акторка театру і кіно.
- 2 березня — Медведєв Володимир Олександрович, російський актор.
- 5 березня — Любезнов Іван Олександрович, російський актор.
- 11 березня — Гошева Ірина Прокопівна, радянська акторка театру і кіно.
- 12 березня — Стено, італійський сценарист і режисер-комедіограф (нар. 1915).
- 28 березня — Швачко Олексій Филимонович, український кінорежисер.
- 29 березня — Сергеєв Микола Матвійович, радянський, український актор, режисер.
- 2 травня — Кадочников Павло Петрович, радянський російський актор.
- 4 травня — Жаков Олег Петрович, російський кіноактор.
- 30 травня — Елла Рейнс, американська акторка.
- 17 липня — Нікітін Федір Михайлович, радянський актор театру і кіно.
- 18 липня — Кізимовська Ольга Василівна, українська режисерка монтажу, кіноакторка.
- 21 липня — Вольпін Михайло Давидович, радянський драматург, кіносценарист, поет.
- 1 серпня  — Флоренс Елдрідж, американська акторка театру і кіно.
- 2 серпня — Максимцов Ростислав Семенович, радянський український звукооператор.
- 5 серпня  — Колін Гіггінс, американський драматург, сценарист та кінорежисер.
- 10 серпня  — Адела Роджерс Сент-Джонс, американська журналістка, письменниця і сценаристка.
- 5 вересня — Герт Фребе, німецький актор.
- 29 вересня — Зельдович Григорій Борисович, радянський український редактор, кінокритик, викладач.
- 5 жовтня — Кібардіна Валентина Тихонівна, радянська акторка театру і кіно.
- 30 жовтня — Ганс Клерінг, німецький актор.
- 1 листопада — Джордж Дж. Фолсі, американський кінооператор.
- 15 листопада — Доля Євдокія Іванівна, українська акторка.
- 27 листопада —  Джон Керрадайн, американський актор (нар. 1906).
- 14 грудня — Сердюк Олександр Іванович, український актор театру та кіно.
- 21 грудня — Боб Стіл, американський актор.
- 27 грудня — Жига-Резницький Ілля Самійлович, український організатор кіновиробництва, редактор.